# Игор Милановић
Игор Милановић (Београд, 18. децембар 1965) бивши је југословенски и српски ватерполиста, а данас ватерполо тренер.

## Биографија
У својој каријери одиграо је 349 утакмица за југословенску репрезентацију и постигао 540 голова. Освојио је две златне олимпијске медаље, две златне медаље на Светском првенству, златну медаљу на Европском првенству и два пута је био у победничком тиму на ФИНА купу. Милановић је стрелац једног од најчувенијих голова у историји ватерпола. У финалу Светског првенства 1986. године у Мадриду између Југославије и Италије која се сматра једном од најбољих ватерполо утакмица свих времена, после чак четири продужетка решио је Игор Милановић, голом у последњој секунди четвртог продужетка.
На клупском нивоу играо је за Партизан, Рому, Црвену звезду, Младост, Будванску ривијеру и Каталуњу.
На отварању Олимпијских игара 1996 у Атланти је носио заставу СР Југославије.
Уврштен је у Ватерполо кућу славних 13. маја 2006. Од лета 2008. до јуна 2009. радио је као први тренер Студента.
У јуну 2009. изабран је за првог тренера Партизана, са којим је освојио Евролигу 2010/11., победом од 11:7 над италијанским Про Реком у Риму.
У лето 2012. повукао се са места првог тренера првог тима Партизана и након тога је постао шеф стручног штаба за све категорије ВК Партизан. Од 2014. тренер је италијанског тима Про Реко. Као тренер Про Река освојио је Лигу шампиона, Лигу и Куп Италије у сезони 2014/15.

## Клупски трофеји (као играч)
- Евролига 1989/90. и 1990/91. -  Шампион са Младошћу.
- Евролига 1994/95. -  Шампион са Каталуњом.
- ЛЕН куп 1993/94. - Победник са Ромом.
- Суперкуп Европе 1989/90. - Победник са Младошћу.
- Првенство СФР Југославије 1983/84, 1986/87. и 1987/88. -  Шампион са Партизаном
- Првенство СФР Југославије 1989/90. -  Шампион са Младошћу
- Првенство СР Југославије 1992. -  Шампион са Црвеном звездом.
- Првенство СР Југославије 1994. -  Шампион са Будванском ривијером
- Куп СФР Југославије 1982, 1984/85, 1986/87. и 1987/88. - Победник са Партизаном
- Медитерански куп 1989. - Победник са Партизаном
- Медитерански куп 1990. - Победник са Младошћу

## Клупски трофеји (као тренер)
- Евролига 2010/11. -  Шампион са Партизаном.
- Евролига 2014/15. -  Шампион са Про Реком.
- Суперкуп Европе 2011/12. - Победник са Партизаном.
- Првенство Србије 2009/10, 2010/11. и 2011/12. -  Шампион са Партизаном.
- Куп Србије 2009/10, 2010/11. и 2011/12. - Победник са Партизаном.
- Евроинтер лига 2009/10. и 2010/11. - Победник са Партизаном.
- Том Хоад куп 2011. - Победник са Партизаном.
- Првенство Италије 2014/15. -  Шампион са Про Реком.
- Куп Италије 2014/15. - Победник са Про Реком.